# Skip Marley
Skip Marley (Kingston, 4 juni 1996) is een Jamaicaans singer-songwriter. Hij is de kleinzoon van Bob Marley.

## Carrière
Op jonge leeftijd leerde Marley zichzelf al om piano, drums, gitaar en basgitaar te spelen. In 2015 bracht hij zijn eerste single "Cry to Me" uit, gevolgd door zijn tweede single "Life". Deze nummers werden allebei uitgebracht op het platenlabel Tuff Gong, dat door zijn grootvader werd opgericht. Later tekende hij een contract bij Blue Mountain Music en speelde hij mee tijdens de tournee van zijn ooms Damian en Stephen Marley. In 2016 was hij te zien in een commercial van Gap.
Aan het begin van 2017 tekende Marley een contract bij Island Records. In februari bracht hij "Lions" uit, zijn eerste single bij dit label. Enige tijd later werd deze single gebruikt in een commercial van Pepsi. In 2017 schreef hij mee aan het nummer "Chained to the Rhythm" van Katy Perry, waarop hij ook een couplet zong. Marley en Perry brachten het nummer ten gehore tijdens de Grammy Awards, de Brit Awards en de iHeartRadio Music Awards. In april 2017 bracht Marley de single "Calm Down" uit.
In 2020 bracht Marley met een aantal muziekstudenten "Three Little Birds" uit, een cover van zijn grootvader. Op 28 augustus van dat jaar bracht hij zijn eerste ep uit met de titel Higher Place. Op de ep staan onder meer de al uitgebrachte singles "Slow Down", "No Love" en "Make Me Feel". Op het laatste nummer werkte hij samen met Rick Ross en Ari Lennox.

## Discografie

### Ep's
- 2020: Higher Place

### Singles
- 2015: "Cry to Me"
- 2015: "Life"
- 2017: "Lions"
- 2017: "Chained to the Rhythm" (met Katy Perry)
- 2017: "Calm Down"
- 2017: "Refugee"
- 2017: "Cruel World" (met Seeb)
- 2019: "That's Not True" (met Damian Marley)
- 2019: "Can't Take It from Me" (met Major Lazer)
- 2019: "All I Am" (met Zhavia)
- 2019: "Enemy"
- 2019: "Slow Down" (met H.E.R.)
- 2020: "Cause a Commotion" (met Bugzy Malone)
- 2020: "No Love"
- 2020: "Make Me Feel" (met Rick Ross en Ari Lennox)
- 2022: "Until The Sun Comes Up" (met Milow)

### Hitnoteringen

#### Singles
| Single met eventuele hitnotering(en) in de Nederlandse Top 40 | Datum van verschijnen | Datum van binnenkomst | Hoogste positie | Aantal weken | Opmerkingen                                                |
| ------------------------------------------------------------- | --------------------- | --------------------- | --------------- | ------------ | ---------------------------------------------------------- |
| Chained to the Rhythm                                         | 10-02-2017            | 25-02-2017            | 6               | 18           | Alarmschijf / met Katy Perry / Nr. 14 in de Single Top 100 |

| Single met hitnotering(en) in de Vlaamse Ultratop 50 | Datum van verschijnen | Datum van binnenkomst | Hoogste positie | Aantal weken | Opmerkingen     |
| ---------------------------------------------------- | --------------------- | --------------------- | --------------- | ------------ | --------------- |
| Chained to the Rhythm                                | 10-02-2017            | 18-02-2017            | 6               | 16           | met Katy Perry  |
| Can't Take It from Me                                | 10-05-2019            | 25-05-2019            | tip             | -            | met Major Lazer |

#### NPO Radio 2 Top 2000
Van Skip Marley stond alleen Chained to the Rhythm (met Katy Perry) in 2017 in de NPO Radio 2 Top 2000, op plek 1967.
- International Standard Name Identifier: 0000 0004 6321 0697
- Library of Congress Control Number: no2017087074
- MusicBrainz: 0f2b33e5-3969-4af0-a417-e111a373c624
- Virtual International Authority File: 60150030594510961191
- WorldCat: E39PBJbCTCCC3bRHygHyRTB773